# تشارلز ريتشاردسون (لاعب كريكت بريطاني)
تشارلز ريتشاردسون (5 يونيو 1946 في المملكة المتحدة - ) (بالإنجليزية: Charles Richardson)‏ هو لاعب كريكت بريطاني. لعب مع Lincolnshire County Cricket Club ‏.

## وصلات خارجية
- تشارلز ريتشاردسون (لاعب كريكت بريطاني) على موقع إي آس بي آن كريك إنفو (الإنجليزية)